# Ambrosius Camaldulensis
Ambrosius Camaldulensis of Ambrogio Traversari (Portico di Romagna, 16 augustus 1386 - Florence, 20 oktober 1439) was een Italiaans humanist en monnik.

## Levensloop
Ambrosius was een afstammeling van de adellijke familie Traversari uit Ravenna. Toen hij veertien jaar werd trad hij toe tot de orde van de camaldulenzen in hun klooster van Santa Maria dei Angeli in Florence. Hij viel er op door zijn vroomheid en door zijn intellectuele begaafdheid en zijn studie-ijver.
Hij werd bevriend met de rijke en erudiete humanist Niccolò Niccoli, een van de spilfiguren binnen de humanistische kringen. Hij stelde zijn rijke bibliotheek open voor Ambrosius, van wie hij de perfecte kennis van het Grieks bewonderde. Hun vriendschap duurde tot aan het overlijden in 1437 van Niccoli, die zich door toedoen van Ambrosius met de kerk verzoend had. 
In 1431 werd Ambrosius generaal van zijn orde, nadat de zetelende generaal wegens corruptie was afgezet. Dit gebeurde door toedoen van paus Eugenius IV, van wie Ambrosius een nauwe medewerker werd. De paus vaardigde hem in 1435 af naar het Concilie van Basel waar het oppergezag van de paus moest worden verdedigd tegen een meerderheid van concilievaders die het in vraag stelde. In 1437 had hij een essentieel aandeel in de verhuis van het concilie naar Ferrara. Daar onderhandelde hij met vertegenwoordigers van de Grieks-orthodoxe kerk over een formule voor een mogelijke hereniging met Rome en een  beëindiging van het Oosters schisma. In 1439, enkele weken voor zijn dood, slaagde hij erin een tijdelijke hereniging tot stand te brengen, waarbij de patriarch van Constantinopel het primaat van de paus van Rome erkende. Voor Eugenius IV, die door het Concilie was afgezet en vervangen door een tegenpaus, betekende dit een versteviging van zijn gezag. 
Ambrosius was theoloog, hagiograaf en vertaler van talrijke teksten uit het Grieks naar het Latijn.
Hij werd heilig verklaard en zijn naamfeest wordt gevierd op 20 november.

## Publicaties
- Hodoeporicon, verslag van zijn visitatiereis bij de Italiaanse kloosters van zijn orde.
- Een traktaat over de eucharistie.
- Een traktaat over de Heilige Geest.
- Verschillende heiligenlevens.
- Talrijke brieven, gepubliceerd in 25 volumes, editie Mehus.

Vertalingen van het Grieks naar het Latijn:
- Leven van Johannes Chisostomus.
- De Hemelladder door Jean Climaque.
- Het Geestelijk Hof door Jean Moschos.
- De negenendertig sermoenen van de heilige Efrem de Syriër.
- De virginitate van de heilige Basilius de Grote.
- Over de hemelse hiërarchie door Pseudo-Dionysius.
- Talrijke sermoenen door Johannes Chrysostomus.
- Adversus Græcorum errores door Manuel Calécas.
- Talrijke teksten van griekse kerkvaders en akten van vroege concilies.
- Levens en doctrines van vermaarde filosofen door Diogenes Laërtius.